# Кейлис-Борок, Владимир Исаакович
Влади́мир Исаа́кович Ке́йлис-Бо́рок (31 июля 1921, Москва — 19 октября 2013, Калвер-Сити, Калифорния) — советский, российский и американский учёный в области глобальной сейсмологии и тектоники. Академик Российской академии наук (отделение геологии, геофизики, геохимии и горных наук) (академик АН СССР с 23 декабря 1987 года).

## Биография
В 1943 году окончил геофизический факультет Московского геологоразведочного института, в 1948 году защитил диссертацию на соискание учёной степени кандидата физико-математических наук, в 1953 году — диссертацию на соискание ученой степени доктора физико-математических наук.
В 1948—1989 годах работал в Институте физики Земли им. О. Ю. Шмидта АН СССР, возглавлял лабораторию и отдел вычислительной геофизики.
Основатель и первый директор Международного института теории прогноза землетрясений и математической геофизики РАН (1989—1998).
С 1999 года преподавал в Калифорнийском университете в Лос-Анджелесе.
За весь период научной деятельности Кейлис-Борок написал свыше 420 работ, подготовил 29 кандидатов и 15 докторов наук. 
Группа исследователей под его началом пыталась применять новые алгоритмические методы, математические модели и методов нелинейной динамики для анализа сейсмических данных с целью прогнозирования землетрясений. Его метод был ретроспективно применен к 31 случаю, начиная с 1989 года, с корреляцией 25 раз, однако не получил всеобщего признания. Кроме того, Кейлис-Борок был с американским историком Аланом Лихтманом соавтором системы предсказания результатов выборов президента США (13 ключей к Белому дому).

## Семья
- Первая жена — Галина Андреевна Иванова (по второму мужу Каманина)
- Вторая жена — Малиновская Людмила Николаевна 
  - Дочь — Ирина Владимировна Кейлис-Борок, в замужестве Кашина
    - Внучка — Анна Сергеевна Кашина

## Награды и премии
- Лауреат премии Совета Министров СССР.
- Был награждён Европейским геофизическим обществом медалью Л. Ф. Ричардсона за выдающийся вклад в нелинейную геофизику (1998)[7].

## Членство в организациях
- Избирался президентом Международного союза по геодезии и геофизике (1987—1991).
- 1969 — иностранный член Американской академии искусств и наук
- 1971 — иностранный член Национальной академии наук США[8]
- 1989 — Британское королевское астрономическое общество
- 1992 — Австрийская академия наук (иностранный член-корреспондент)
- 1994 — Папская академия наук, член совета в 1995—2004 годах[9]
- 1999 — Европейская Академия